# .tj

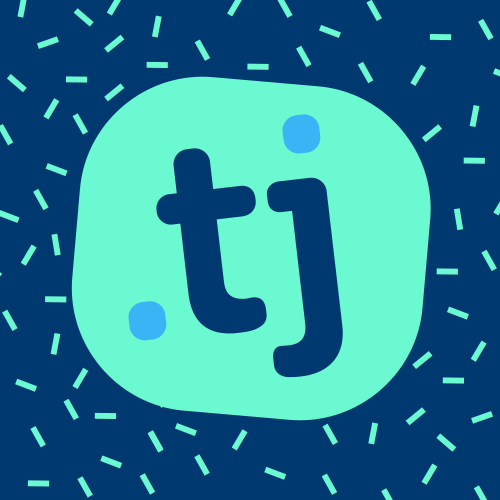

.tj는 타지키스탄의 인터넷 국가 코드 최상위 도메인이다.

## 2차 도메인
3단계 도메인 이름 등록에는 다음과 같은 2단계 도메인을 사용할 수 있다.
- biz.tj, 상업 단체용
- co.tj, 상업적 기업용
- com.tj, 상업적 기업용
- edu.tj, 교육 기관용으로 예약됨
- go.tj, 타지키스탄 정부 및 정부 부처/기관 웹사이트 전용
- gov.tj, 타지키스탄 정부 및 정부 부처/기관 웹사이트 전용
- info.tj, 정보 제공 웹사이트용
- mil.tj, 타지키스탄 공화국 군대용으로 예약됨
- name.tj, 개인 및 타지크 국민용
- net.tj, 인터넷 개발과 관련된 프로젝트를 구현하는 네트워크 제공자/운영자 및 조직을 위한 것이다.
- nic.tj, 네트워크 정보 센터용으로 예약되어 있으며 ccTLD 지원
- org.tj, 비영리 단체용
- web.tj, 일반 공개 도메인